# Voyage en Boscavie
Pour plus de détails, voir Fiche technique et Distribution.
Voyage en Boscavie est un court métrage d'animation français réalisé par Jean Herman et Claude Choublier, sorti en 1958.

## Synopsis
Film d'animation réalisé à partir des dessins de Bosc.

## Fiche technique
- Titre : Voyage en Boscavie !
- Réalisation et scénario : Jean Herman et Claude Choublier
- Animation, photographie, effets spéciaux : Équipe Arcady
- Reportage photographique : Claude Rodriguez
- Musique : Richard Cornu
- Montage : Suzanne Baron, Agnès Guillemot
- Son : Studio Marignan
- Société de production : Comptoir de Production des Techniciens du Film - Pierre Chabaud
- Pays d'origine :  France
- Format : Couleurs (Eastmancolor)
- Durée : 9 min
- Métrage : 250 mètres
- Titre anglais international : Journey to Boscavia
- Date de sortie : 31 décembre 1958

## Distinctions
- 1958 : Prix Émile-Cohl[1]